# Kamień Śląski
Kamień Śląski este o arie protejată (sit de importanță comunitară — SCI) din Polonia întinsă pe o suprafață de 767,23 ha, integral pe uscat.

## Localizare
Centrul sitului Kamień Śląski este situat la coordonatele 50°31′31″N 18°06′42″E / 50.5253°N 18.1117°E.

## Înființare
Situl Kamień Śląski a fost declarat sit de importanță comunitară în septembrie 2006 pentru a proteja 1 specie de animale.

## Biodiversitate
Situată în ecoregiunea continentală, aria protejată conține 3 habitate naturale: Pajiști uscate seminaturale și facies de acoperire cu tufișuri pe substraturi calcaroase (Festuco-Brometalia) (* situri importante pentru orhidee), Fânețe de joasă altitudine (Alopecurus pratensis, Sanguisorba officinalis), Păduri de stejar și carpen Galio-Carpinetum.
La baza desemnării sitului se află o specie protejată de  mamifere: popândău comun (Spermophilus citellus).